# ドニゴール県
ドニゴール県（愛: Contae Dhún na nGall、英: County Donegal）は、アイルランド北西部の県であり、北アイルランドに含まれないアルスター地方3県のひとつである。県名はアイルランド語の「外国人の砦」（この場合の外国人とはヴァイキングを意味する）に由来する。この県は前身であるティルコネイル（愛: Tír Chonaill、英: Tyrconnel）伯爵領に由来して、しばしばティアコネル県と呼ばれた。
20世紀末、県名をティルコネルに変える試みがなされたが、イニショーウェン半島が歴史的にティアコネル伯爵領ではないという反対を受けて却下された。

## 地理
低い山々、そしてスウィリー湾などの、深く入り込んで入江になっている海岸線を持つ。ヨーロッパで2番目に高い岸壁スリーヴ・リーグやアイルランド島最北端の地マリン・ヘッドがある。気候は北大西洋海流の影響を受けて温和で、夏は湿気が多く冬は雨が少ない。海岸部の島のうちアランモア島とトーリー島には定住者がいるが、他の島々には一時的な居住者しかいない。

## 文化・伝統
ドニゴールで使われるアイルランド語の方言は独特で、スコットランド・ゲール語に近い。ドニゴールのゲールタハト（ゲール語使用地域）で使われるアイルランド語は西アルスター方言である一方、20世紀初頭に英語を話す地域となったイニショーウェンでは東アルスター方言が使われていた。スコットランド語（scots）のアルスター方言（アルスター・スコッツ）は、いまだに東ドニゴールのラガン地区で話される。ドニゴールのアイルランド語はアルスター中の話者に影響を与え、自分たちの言葉がRTÉで使われている公式のアイルランド語と（発音が）異なっていることがわかる。
ドニゴール県は他のアイルランド西部地域と同様に独特のフィドル奏法や歌があり、世界的に知られている。ポピュラー音楽でも同様で、エンヤはグウィドーの出身である。また、カウンティで最も有名なロック・アーティストのロリー・ギャラガーはバリーシャノン出身である。
近代文学ではイニショーウェンの脚本家・詩人のフランク・マクギネスやデリー（ロンドンデリー）生まれでドニゴール在住の脚本家ブライアン・フリールに代表される。フリールの演劇の多くがドニゴール県の架空の町バリーベッグを舞台としている。

## 政治
ドニゴール県議会とレタケニー、バンドーラン、バリーシャノン、バンクラナの町議会が地方行政を担う。県議会と町議会の選挙（ならびに国会の地方選挙と欧州議会の選挙）は5年ごとに行なわれる。29の議員が5人の選挙人のエリア（イニショーウェン、レタケニー、ドニゴール、ストラノーラー、グレンティーズおよびミルフォード）を通して比例代表制で選ばれる。ドニゴールの県議会の本部はリフォードの県庁舎に位置しているが、地域支部がカーンドーナ、ミルフォード、レタケニー、ダングロー、ドニゴールにある。
国会の総選挙の時には、このカウンティはドニゴール南西とドニゴール北東の2つの選挙区に分けられる、各々3人ずつのドイル・エアラン（アイルランド国民議会下院）議員が選ばれる。

## ドニゴールにある町
最大都市はレタケニー。
- アーダラ（Ardara）
- バリーボフェイ（Ballybofey）、バリーシャノン（Ballyshannon）、バンクラナ（Buncrana）、バンドーラン（Bundoran）、バートンポート（Burtonport）
- カーンドーナ（Carndonagh）、クロンメニー（Clonmany）
- ドニゴール（Donegal）、ダンファナイ（Dunfanaghy）、ダングロー（Dungloe）
- グランティーズ（Glenties）、グレンコルムキル（Glencolmcille）、グリーンキャッスル（Greencastle）、グウィドー（Gweedore）
- キリーベッグス（Killybegs）
- レタケニー（Letterkenny）、リフォード（Lofford）
- ミルフォード（Milford）、モーヴィル（Moville）、マフ（Muff）
- ラスミュラン（Rathmullan）
- ストラノーラー（Stranorlar）